# Philippe Sainteny
 (février 2024).
Si vous disposez d'ouvrages ou d'articles de référence ou si vous connaissez des sites web de qualité traitant du thème abordé ici, merci de compléter l'article en donnant les références utiles à sa vérifiabilité et en les liant à la section « Notes et références ».
 (décembre 2020).
La mise en forme du texte ne suit pas les recommandations de Wikipédia : il faut le « wikifier ».
Les points d'amélioration suivants sont les cas les plus fréquents :
- Les titres sont pré-formatés par le logiciel. Ils ne sont ni en capitales, ni en gras.
- Le texte ne doit pas être écrit en capitales (les noms de famille non plus), ni en gras, ni en italique, ni en « petit »…
- Le gras n'est utilisé que pour surligner le titre de l'article dans l'introduction, une seule fois.
- L'italique est rarement utilisé : mots en langue étrangère, titres d'œuvres, noms de bateaux, etc.
- Les citations ne sont pas en italique mais en corps de texte normal. Elles sont entourées par des guillemets français : « et ».
- Les listes à puces sont à éviter, des paragraphes rédigés étant largement préférés. Les tableaux sont à réserver à la présentation de données structurées (résultats, etc.).
- Les appels de note de bas de page (petits chiffres en exposant, introduits par l'outil «  Source ») sont à placer entre la fin de phrase et le point final[comme ça].
- Les liens internes (vers d'autres articles de Wikipédia) sont à choisir avec parcimonie. Créez des liens vers des articles approfondissant le sujet. Les termes génériques sans rapport avec le sujet sont à éviter, ainsi que les répétitions de liens vers un même terme.
- Les liens externes sont à placer uniquement dans une section « Liens externes », à la fin de l'article. Ces liens sont à choisir avec parcimonie suivant les règles définies. Si un lien sert de source à l'article, son insertion dans le texte est à faire par les notes de bas de page.
- La présentation des références doit suivre les conventions bibliographiques. Il est recommandé d'utiliser les modèles {{Ouvrage}}, {{Chapitre}}, {{Article}}, {{Lien web}} et/ou {{Bibliographie}}. Le mode d'édition visuel peut mettre en forme automatiquement les références.
- Insérer une infobox (cadre d'informations à droite) n'est pas obligatoire pour parachever la mise en page.

Pour une aide détaillée, merci de consulter Aide:Wikification.
Si vous pensez que ces points ont été résolus, vous pouvez retirer ce bandeau et améliorer la mise en forme d'un autre article.
Philippe Sainteny est un journaliste et documentariste français né le 25 mars 1940 à Versailles.

## Biographie

### Famille
Petit-fils du comédien Paul Amiot, il est le fils de l'homme politique Jean Sainteny et de Jacqueline Amiot, antiquaire. L'essentiel de son activité professionnelle s'est exercé dans l'audiovisuel public. De son mariage avec Françoise Debove (Directrice de Recherche au CNRS), il a un fils, Pierre.

### Études
Ses études se déroulent principalement à Paris. École communale de la rue Saint Benoît, Lycée Montaigne, Lycée français de Londres et Lycée Henri-IV. Philippe Sainteny est licencié en droit public (1963), certifié en Sociologie générale (Professeurs Raymond Aron et Georges Gurvitch) et en sociologie de l’Afrique Noire (Professeur Georges Balandier) (Faculté des Lettres et des Sciences Humaines de Paris). Il est ancien élève de l’IEP de Paris.

### Formation
Il est d’abord enquêteur en 1963 pour le compte de l’Institut français d'opinion publique (IFOP). Puis, à l’initiative de la COGEDEP et du gouvernement tchadien de François Tombalbaye, il mène une étude socio-économique sur les quartiers « indigènes » de Fort-Lamy (N’Djamena).
En 1964, Philippe Sainteny est stagiaire à la Sagus Marine Corporation (New York). Sa vocation de journaliste se renforce au contact de l’actualité motivante de New York.
Puis il effectue son service militaire, en deux temps : 
1. Mis à disposition du Ministère de la Coopération par le ministère des Armées, il enseigne à Ouagadougou, le Droit et les Libertés Publiques à l’École Nationale d’Administration (ENA), en Haute-Volta (actuel Burkina Faso) de novembre 1964 à juin 1965,
2. Service actif : adjoint de l’officier-conseil pour la promotion sociale au 1er régiment de marche du Tchad (octobre 1965 - mars 1966).

### Carrière
Fin 1966, Philippe Sainteny est recruté comme agent contractuel par Pierre Schaeffer, créateur de la musique expérimentale et Directeur du Service de la Recherche de l’ORTF.
Du 1er mai 1967 au 30 septembre 1970, il est membre du groupe « Recherches sur la communication diffusée par les mass médias », et, à la demande de la Direction Générale de l’ORTF, il entreprend un travail de réflexion sur les spécificités de l’information économique à la télévision.
En octobre 1970, il acquiert le statut de journaliste, et, en fin d’année, intègre la rédaction d’Antenne 2 où il prend en charge la rubrique « Environnement-Écologie ».
De 1972 à 1974, et à la demande Pierre Schaeffer, Philippe Sainteny est de retour au Service de la Recherche de l’ORTF pour clore la série de documentaires du cycle « Prospective » dont il est l’auteur.
En 1975 il retrouve sa rubrique « Environnement-Écologie » initiée deux ans plus tôt à Antenne 2, mais cette fois-ci, à la rédaction de TF1. Il est aussi chroniqueur (« Le Monde change ») sur France Inter et en alternance avec François de Closets et Philippe Saint-Marc.
Co-animateur de 1975 à 1977 du Magazine « Temps fort » sur France Inter et chroniqueur à RFI et France Culture (écologie, langue française, actualité sociétale).
En parallèle, Philippe Sainteny est coproducteur avec Jean-Pierre Guérin de l’émission quotidienne « A la Bonne Heure » (Défense du consommateur et protection de la nature) à TF1 (1976–1978).

En 1979, il prend un congé sans solde de TF1 et devient Producteur-délégué à l’Institut National de l’Audiovisuel (INA) et Chargé de l’Information auprès de la mission Études et Recherche au Ministère de l’Environnement et du Cadre de Vie. Au terme de son congé, il devient en 1981, chef du service Société-Culture à la rédaction de TF1, puis, en 1982, éditorialiste et conseiller à la Direction de l’Information de la chaîne.

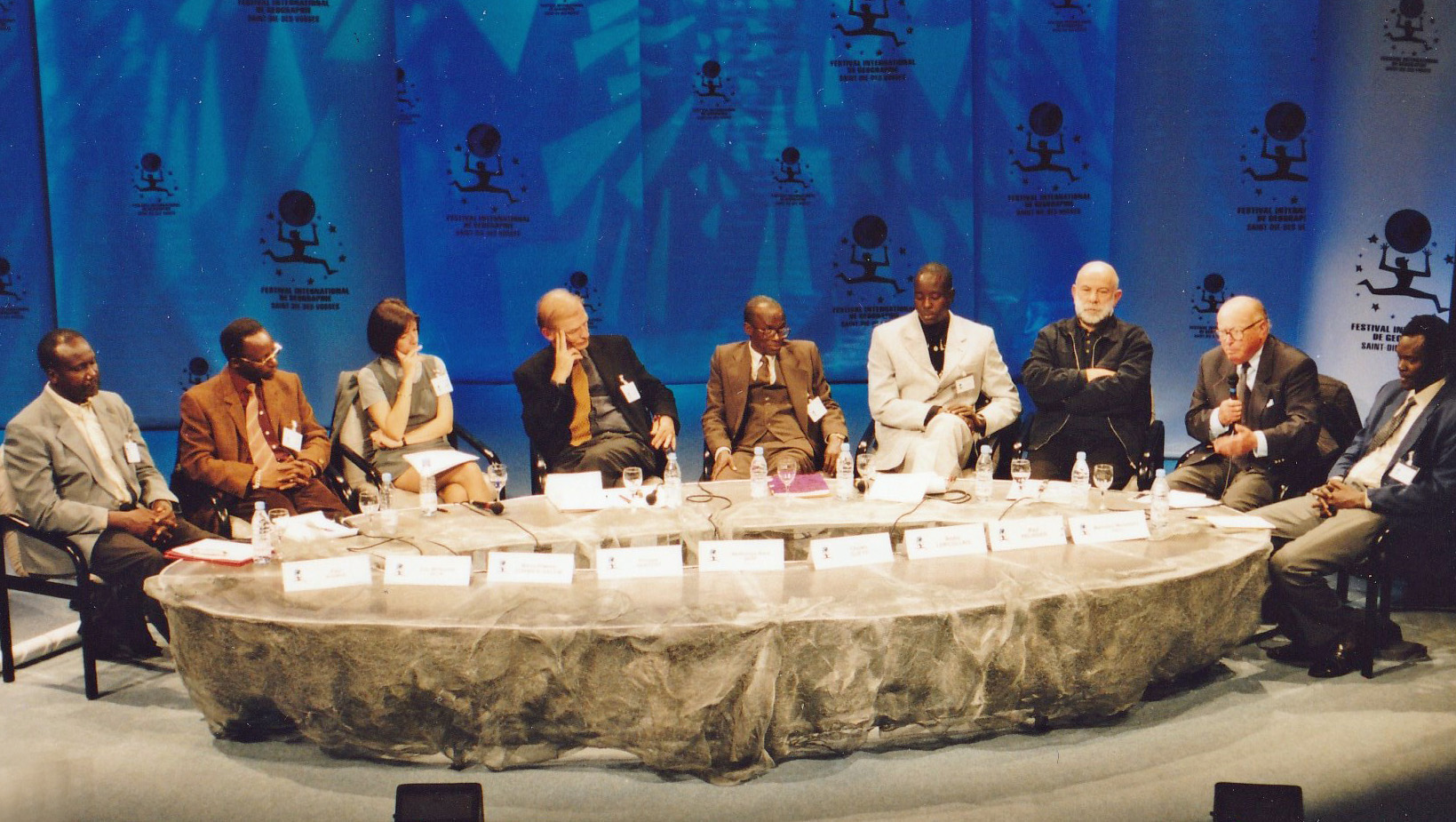
Philippe Sainteny (4e en partant de la gauche) lors d'une table ronde franco-africaine au Festival international de géographie 2000.

En fin d’année 1983, il est nommé Directeur de l’Information et des Programmes de Radio France Internationale (RFI) par Jean Noël Jeanneney (Président de Radio France et de RFI). Il occupe ces fonctions jusqu’en 1987, année où Henri Tézenas du Montcel, premier Président de RFI, maintenant séparée de Radio France, décide de créer une Direction de l’Information distincte de la Direction des Programmes. Très loyalement, le Président offre à Philippe Sainteny de choisir la Direction qui lui convient. Par goût de la création radiophonique et compte-tenu de l’aspect très embryonnaire des programmes sur l’antenne, il choisira la Direction des programmes et du développement. Responsabilité qu’il exercera un peu moins de 10 ans.
Fin 1997, il est nommé Conseiller personnel du Président de RFI, Jean-Paul Cluzel et en même temps Chargé de la Francophonie, fonctions qu’il occupera pendant presque trois ans.
En 2000, il retrouve l’antenne et l’une de ses passions : l’entretien radiophonique ou télévisé. Philippe Sainteny est ainsi, jusqu’en 2005 producteur et animateur de l’émission Livre d’Or (Les Grands Entretiens de RFI).

## Distinction
- Chevalier de la Légion d’honneur[12]
- Chevalier des Arts et des Lettres

## Divers
- Membre de la Commission nationale et supérieure des sites et paysages (1982-1991)
- Vice-Président de l’Association des journalistes et écrivains pour la protection de la nature et de l’environnement (1973-2002)
- Membre de la Commission Cadre de vie du 6e Plan (1971-1975)
- Président de l’Association des amis du patrimoine architectural vietnamien (1993-1995)
- Membre de la Commission de terminologie du Ministère des Affaires Etrangères (depuis 2003)
- Membre du conseil d’administration de l’UJPLF (Union des journalistes pour la langue française) rebaptisée UPF (Union de la presse francophone) (1984-2015)
- Membre du Comité Tiers Monde de La Fondation de France (1984-1987).
- Membre de l’association « Les amis de Ghislaine Dupont et de Claude Verlon ».

## Récompenses
- Premier prix du Festival de l’Environnement pour le film « Parc naturel régional de Brière« (Prague 1979), coréalisé avec Jean-Pierre Guérin.
- Prix du rayonnement de la langue et de la littérature françaises décerné par l’Académie Française à « Afrique, une histoire sonore »…
- Prix Pierre Benoit décerné par l’Académie Française pour «Pierre Benoit, l’artisan prisonnier» (avec Alain Ferrari).
- Prix de la recherche audiovisuelle du Comité d’Histoire de la Radio diffusion pour « Afrique, une histoire sonore » (avec Elikia M’Bokolo).
- Étoile de la Scam pour « Afrique, une autre histoire du 20 ième siècle » (Avec Alain Ferrari et Elikia M’Bokolo).

## Œuvres

### Documentaires pour la télévision
Auteur, Intervieweur, Rédaction et Enregistrement des commentaires
- pour l’OCORA (Organisme de coopération radiophonique) :
  - Les Arts Mayas (co-réalisateur) (52’)
  - Les Inconnus d’Afrique (auteur)(52’)
  - Léon Gontran Damas, poète guyanais (auteur) (52’)
- Une série de documentaires (52’) consacrée à la Prospective :
  - La Provence déchiffrée. Introduction à l’écologie, 1967 (réal Jean-Michel Meurice). Il s'agit sans doute de la première émission de télévision consacrée à l'écologie[6].
  - John Kenneth Galbraith ou les avatars de la prospérité (1972)
- Une image de la France en l’an 2000 (1975)
  - Famine 1975 (réal. Gérard Chouchan)
  - Les Grandes Cités ou les mirages de l’urbanisme (réal. Alain Ferrari)
  - Les pays riches malades de la croissance 1974[13]
- Afrique(s), une autre histoire du XXème siècle[14]. Initiateur de la série (6h)) et co-auteur (avec Alain Ferrari (réal) et Elikia M’Bokolo) (2010)[15] :
  - Épisode 1:1885-1944 : Le crépuscule de l’homme blanc (1h30)
  - Épisode 2:1945-1964 : L’ouragan africain (1h30)
  - Épisode 3:1965-1989 : Le règne des partis uniques (1h30)
  - Épisode 4 : Les aventures chaotiques de la démocratie (1h30
- Dans la série « Mémoire vivante » :
  - Entretiens avec François Bloch-Lainé (52’)
  - Entretiens avec Bronislaw Geremek (52’)
- Inventaire Pays basque (Réal. Philippe Sainteny et Raoul Sangla, 1973).
- Dans la série « Un homme un lieu » :
  - Alexandre Sanguinetti et l’Hôtel des Invalides (1981)
  - Jean Bernard et le jardin du Luxembourg (réal. Alain Ferrari, 1982)
- Dans la série « La télévision que j’aime » (avec Régine Chaniac) :
  - Françoise Giroud, Sempé, Michel Tournier, Haroun Tazieff : leurs souvenirs de téléspectateurs les plus marquants
- Participation au scénario de Mélancolie Ouvrière. Adaptation du livre éponyme de Michèle Perrot (réalisation Gérard Mordillat).
- Cycle parcs naturels (1979-1981) :
  - Parc Régional de Brière (90’), coréalisation : Philippe Sainteny, Jean-Pierre Guérin
  - Parc Régional de Corse (90’), coréalisation : Philippe Sainteny, Jean-Pierre Guérin
  - Parc National des Cévennes (90’), réalisation : Philippe Sainteny

### Productions radiophoniques et sonores
- Livre d’or (Producteur et animateur) : 1990-1992 : Version courte (60’); 2000 : Version longue (4 h)
- Léopold Sedar Senghor (entretien et présentation d’enregistrements historiques :1CD)
- Abdou Diouf (Entretien : 3 CD)
- Afrique (une histoire sonore)[16] 7 CD
- L’Afrique littéraire : 50 ans d’écritures (3CD)

## Publications

### Ouvrages
- Passions communes (entretiens croisés avec Georges Duby et Bronislaw Geremek (Editions du Seuil), 1992.
- Intérieurs Nuits de Georges Duby (reprise entretiens) avec Gérard Titus-Carmel, 2008.

### Articles
- Propos sans frontières: les relations Europe/Afrique subsaharienne (Fondation Jean Jaurès).
- L’information économique à la télévision (revue Télévision et Education) N°26.